# 高坂パーキングエリア
高坂パーキングエリア（たかさかパーキングエリア）は、広島県三原市久井町山中野の山陽自動車道上にあるパーキングエリア。
高坂パーキングエリア付近（229.4KP）で山陽自動車道最高地点（標高375メートル）を通過する。

## 道路
- E2 山陽自動車道

## 施設

### 上り線（岡山方面）
- 駐車場
  - 大型43台
  - 小型38台
  - 車椅子用駐車場有
- トイレ
  - 男性 大5（和式1・洋式4）・小10
  - 女性 18（和式2・洋式16）※個室内に子供トイレ（洋式）有
  - 車椅子用 1
- スナック（7:00 - 19:00）
- ショッピング（7:00 - 19:00）
- 自動販売機
- 携帯電話充電器（7:00 - 19:00）
- バス停留所（乗り継ぎ専用）

### 下り線（広島方面）
- 駐車場
  - 大型42台
  - 小型38台
  - 車椅子用駐車場有
- トイレ
  - 男性 大5（和式1・洋式4）・小10
  - 女性 18（和式2・洋式16）※個室内子供トイレ（洋式）あり
  - 車椅子用 1
- スナック（7:30 - 19:30）
- ショッピング（7:30 - 19:30）
- 自動販売機
- 携帯電話充電器（7:30 - 19:30）
- バス停留所（乗り継ぎ専用）

## 高坂バスストップ

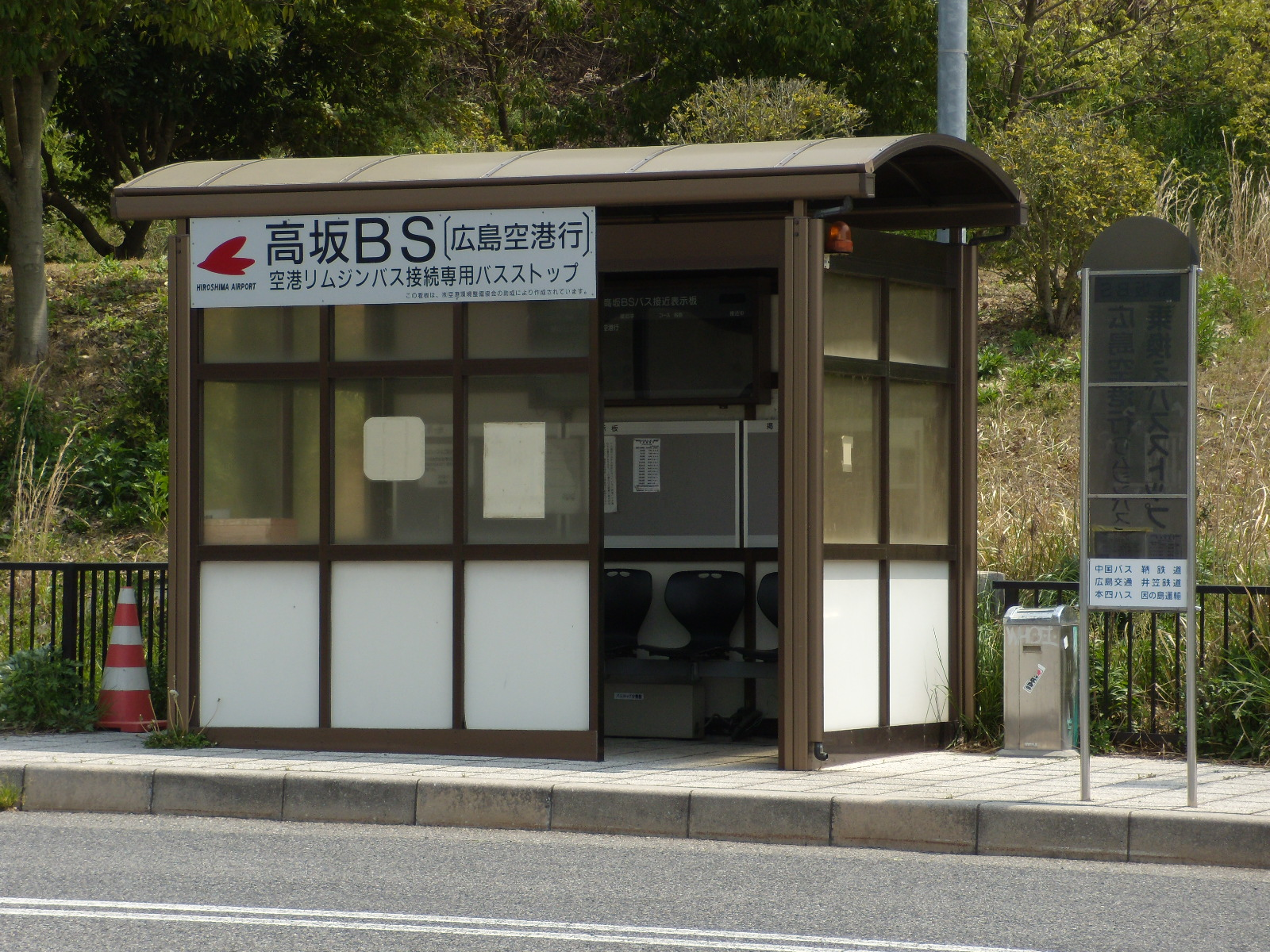
高坂バスストップ下り線

高坂バスストップ（たかさかバスストップ）は、当PAに併設されたバス停留所。一般のバス停とは異なり、高速バスと広島空港リムジンバスの乗継専用となっており、広島バスセンター行き高速バス→福山駅発広島空港行きリムジンバス若しくは広島空港発福山駅行きリムジンバス→尾道・府中・甲奴行き高速バスへの乗り継ぎ目的以外での乗降はできない。また、当BSで降車しても高速道路外への出入りはできず、高速道路外へ繋がる歩行者道や階段も一切設置されていない。

### 停車する路線
| のりば | 路線番号 | 愛称               | 運行会社                                     | 行先                 |
| ------ | -------- | ------------------ | -------------------------------------------- | -------------------- |
| 上り線 |          | フラワーライナー   | 広島交通・中国バス・本四バス開発・因の島運輸 | 尾道・因島（土生港） |
| 上り線 |          | リードライナー     | 広島交通・中国バス                           | 府中                 |
| 上り線 |          | ピースライナー     | 広島交通・中国バス                           | 世羅・上下駅・甲奴駅 |
| 下り線 | HIJ      | エアポートリムジン | 中国バス・鞆鉄道                             | 広島空港             |

- 下り線乗り場にはバスが接近すると待合室にあるランプが点灯するシステムが導入されている。
- かつてはメリーバード号、サンサンライナー、しまなみライナーも当停留所に停車していた。

## 隣
E2 山陽自動車道
(24)三原久井IC - 高坂PA - (24-1)本郷IC